# Gorbulino
Gorbulino (russisch Горбулино) ist ein Weiler (chutor) in der Oblast Kursk in Russland. Er gehört zum Rajon Prjamizyno und zur Landgemeinde (selskoje posselenije) Lobasowski selsowjet.

## Geographie
Der Ort liegt gut 20 km Luftlinie südwestlich des Oblastverwaltungszentrums Kursk im südwestlichen Teil der Mittelrussischen Platte, 9 km südlich des Rajonverwaltungszentrums Prjamizyno, an der westlichen Grenze vom Sitz des Dorfsowjet – Schurawlino, 69 km von der Grenze zwischen Russland und der Ukraine.

### Klima
Das Klima im Ort ist wie im Rest des Rajons kalt und gemäßigt. Es gibt während des Jahres eine erhebliche Niederschlagsmenge. Dfb lautet die Klassifikation des Klimas nach Köppen und Geiger.

## Bevölkerungsentwicklung
| Jahr | Einwohner |
| ---- | --------- |
| 2002 | 10        |
| 2010 | ▼7        |

Anmerkung: Volkszählungsdaten

## Verkehr
Gorbulino liegt 6 km von der Fernstraße föderaler Bedeutung M2 „Krim“ (ein Teil der Europastraße E105), an der Straße regionaler Bedeutung 38K-010 (M2 „Krim“ – Iwanino, Teil der Europastraße E38), an der Straße interkommunaler Bedeutung 38N-215 (38K-010 – Lebedin) und 9 km vom nächsten Bahnhof Djakonowo (Eisenbahnstrecke Lgow-Kijewskij – Kursk) entfernt.
Der Ort liegt 109 km vom internationalen Flughafen von Belgorod entfernt.